# Château de Chailloué
Le château de Chailloué est une demeure en partie du XIVe siècle, qui se dresse sur le territoire de la commune française de Chailloué, dans le département de l'Orne, en région Normandie. L'édifice est partiellement inscrit au titre des monuments historiques.

## Localisation
Le château est situé sur la commune de Chailloué, dans le département français de l'Orne.

## Historique
Le premier château, une maison forte, date peut-être du XIe siècle. L'édifice est disputé aux troupes anglaises pendant la guerre de Cent Ans[réf. incomplète]. Le manoir est cité dans une transaction de 1392 en fief relevant du comte d'Alençon.
L'édifice connait des transformations profondes au XVIIe et XIXe siècles. Le logis central est refait au XVIIe.
Après des péripéties concernant le fief aux XVIIe – XVIIIe siècles, le domaine est vendu lors de la Révolution française.

## Description
L'édifice, bien que fort remanié au cours des siècles, conserve les traits de sa vocation militaire primitive avec en particulier les douves, la tour nord-ouest et les traces du pont-levis et de l'enceinte.

## Protection
Les façades et les toitures du bâtiment principal ; la tour circulaire nord-ouest, en totalité ; les façades et les toitures des deux petits pavillons d'entrée ; le pont dormant et les douves avec leurs rives maçonnées ; l'assiette du potager sont inscrits au titre des monuments historiques par arrêté du 15 novembre 2010.